# Municipio de Lime Lake
El municipio de Lime Lake (en inglés: Lime Lake Township) es un municipio ubicado en el condado de Murray en el estado estadounidense de Minnesota. En el año 2010 tenía una población de 181 habitantes y una densidad poblacional de 1,99 personas por km².

## Geografía
El municipio de Lime Lake se encuentra ubicado en las coordenadas 43°59′9″N 95°39′10″O / 43.98583, -95.65278. Según la Oficina del Censo de los Estados Unidos, el municipio tiene una superficie total de 90.85 km², de la cual 89,72 km² corresponden a tierra firme y (1,24 %) 1,13 km² es agua.

## Demografía
Según el censo de 2010, había 181 personas residiendo en el municipio de Lime Lake. La densidad de población era de 1,99 hab./km². De los 181 habitantes, el municipio de Lime Lake estaba compuesto por el 95,58 % blancos, el 4,42 % eran asiáticos. Del total de la población el 1,1 % eran hispanos o latinos de cualquier raza.